# El Picazo
El Picazo ist ein Ort und eine Gemeinde (Municipio) mit 704 Einwohnern (Stand: 2024) in der Provinz Cuenca in der Autonomen Region Kastilien-La Mancha.

## Geographie
El Picazo liegt etwa 80 Kilometer südsüdöstlich von Cuenca in einer Höhe von ca. 700 m. Der Júcar begrenzt die Gemeinde im Osten. Die Autovía A-3 führt durch die Gemeinde. 

## Bevölkerungsentwicklung
| 1900 | 1950 | 1970 | 1981 | 1991 | 2001 | 2011 | 2021 |
| ---- | ---- | ---- | ---- | ---- | ---- | ---- | ---- |
| 1268 | 2111 | 1148 | 825  | 728  | 696  | 737  | 663  |

## Sehenswürdigkeiten

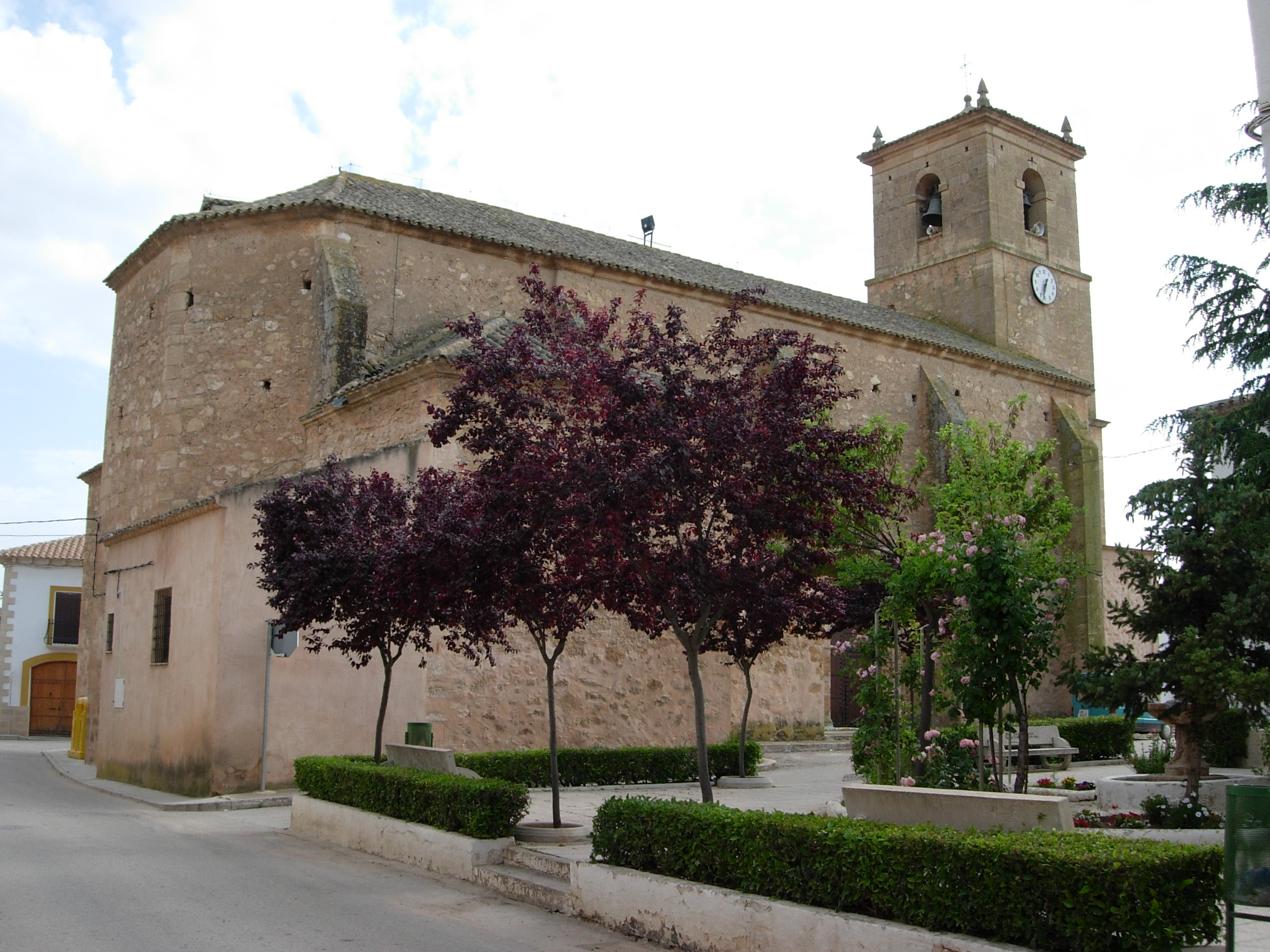
Kirche Mariä Himmelfahrt
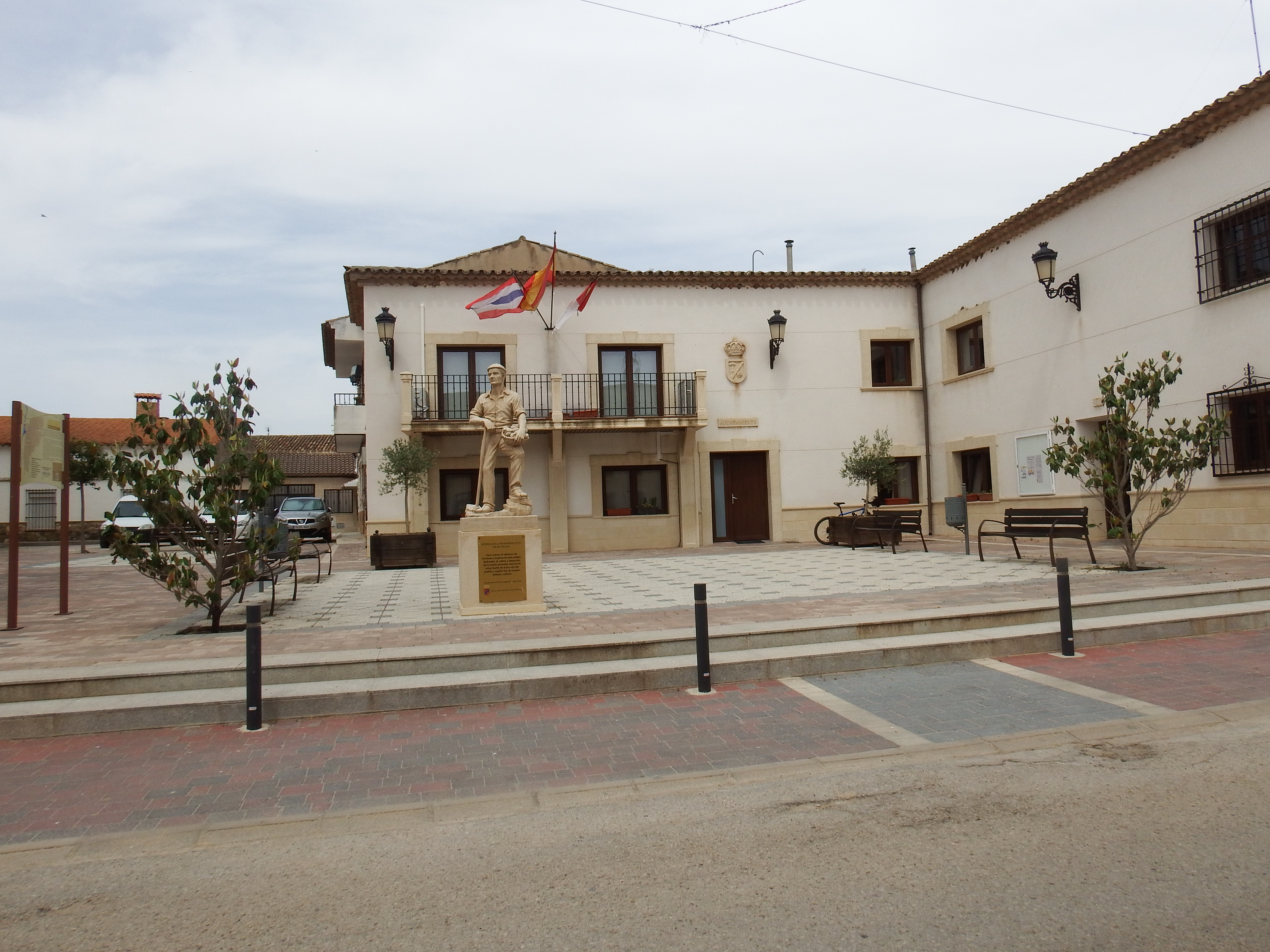
Rathaus

- Kirche Mariä Himmelfahrt
- Rathaus